# Gulfport (Florida)
Gulfport és una població dels Estats Units a l'estat de Florida. Segons el cens del 2000 tenia 12.527 habitants.

## Demografia
Segons el cens del 2000, Gulfport tenia 12.527 habitants, 6.246 habitatges, i 3.154 famílies. La densitat de població era de 1.709,1 habitants/km².
Dels 6.246 habitatges en un 16,6% hi vivien nens de menys de 18 anys, en un 37,3% hi vivien parelles casades, en un 10,3% dones solteres, i en un 49,5% no eren unitats familiars. En el 39,9% dels habitatges hi vivien persones soles el 19,7% de les quals corresponia a persones de 65 anys o més que vivien soles. El nombre mitjà de persones vivint en cada habitatge era d'1,98 i el nombre mitjà de persones que vivien en cada família era de 2,63.
Per edats la població es repartia de la següent manera: un 15,8% tenia menys de 18 anys, un 5,5% entre 18 i 24, un 24,9% entre 25 i 44, un 25,7% de 45 a 60 i un 28% 65 anys o més.
L'edat mediana era de 47 anys. Per cada 100 dones de 18 o més anys hi havia 85,2 homes.
La renda mediana per habitatge era de 28.809 $ i la renda mediana per família de 37.016 $. Els homes tenien una renda mediana de 25.756 $ mentre que les dones 23.347 $. La renda per capita de la població era de 22.801 $. Entorn del 9,5% de les famílies i el 13,3% de la població estaven per davall del llindar de pobresa.

## Poblacions més properes
El següent diagrama mostra les poblacions més properes.